# Oswald Gracias

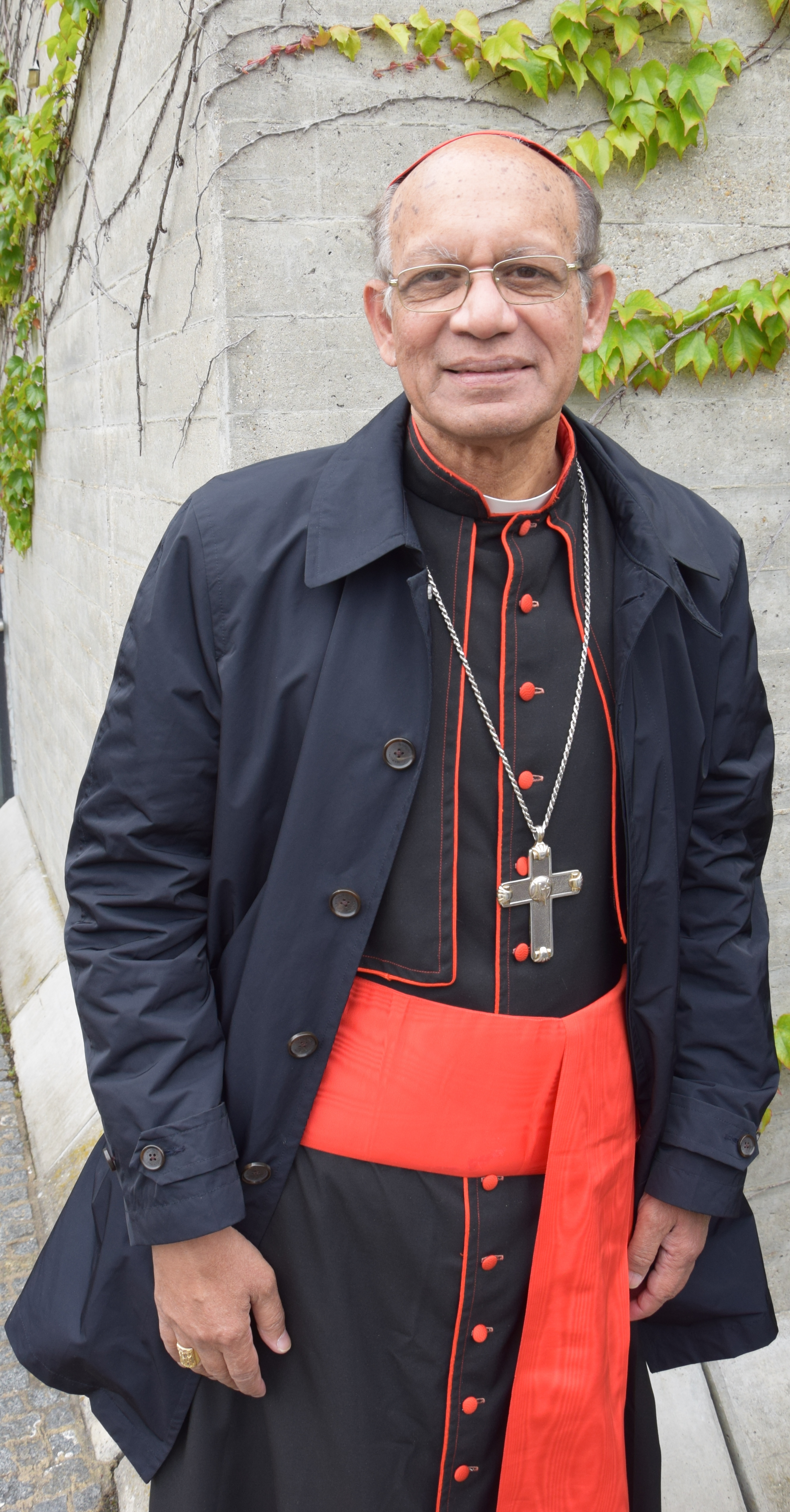
Oswald Kardinal Gracias beim Deutschen Katholikentag in Regensburg (2014)

Kardinalswappen

Oswald Kardinal Gracias (* 24. Dezember 1944 in Bombay, Britisch-Indien) ist ein indischer römisch-katholischer Geistlicher und emeritierter Erzbischof von Bombay.

## Leben
Oswald Gracias studierte am Priesterseminar von Bombay Philosophie und Katholische Theologie. Am 20. Dezember 1970 empfing er durch den Erzbischof von Bombay, Valerian Kardinal Gracias, das Sakrament der Priesterweihe. Von 1971 bis 1976 war er Sekretär des Bischofs von Jamshedpur. Dann ging Gracias für weiterführende Studien im Fach Kirchenrecht an die Päpstliche Universität Urbaniana nach Rom, wo er 1981 mit einer Dissertationsschrift zum Thema Die juristische Relevanz ehelicher Liebe für einen gültigen Ehekonsens im Fach Kirchenrecht promoviert wurde. 
1982 kehrte Oswald Gracias nach Bombay zurück und wurde zum Kanzler des Erzbistums Bombay ernannt. Später war er Gast-Professor am Priesterseminar von Bombay.
Am 28. Juni 1997 ernannte ihn Papst Johannes Paul II. zum Weihbischof in Bombay und zum Titularbischof von Bladia. Die Bischofsweihe spendete ihm am 16. September desselben Jahres der damalige Erzbischof von Bombay und spätere Kardinal und Präfekt der Kongregation für die Evangelisierung der Völker, Ivan Dias. Oswald Gracias wurde am 7. September 2000 von Johannes Paul II. zum Erzbischof von Agra ernannt.

## Erzbischof von Bombay
Am 14. Oktober 2006 ernannte ihn Papst Benedikt XVI. zum Erzbischof von Bombay. Die Amtsübernahme erfolgte am 14. Dezember desselben Jahres.
Am 24. November 2007 nahm ihn Benedikt XVI. als Kardinalpriester mit der Titelkirche San Paolo della Croce a „Corviale“ in das Kardinalskollegium auf.
Oswald Gracias wurde zusammen mit dem Erzbischof von São Paulo, Odilo Pedro Kardinal Scherer, und dem Präfekten der Kongregation für die Glaubenslehre, William Joseph Kardinal Levada durch Papst Benedikt XVI. als delegierter Präsident der 12. Bischofssynode (5. bis 26. Oktober 2008) ernannt. Er musste aber wegen antichristlicher Ausschreitungen in Indien absagen.
Papst Franziskus nahm am 25. Januar 2025 seinen altersbedingten Rücktritt an.
Oswald Gracias war Vorsitzender der indischen Bischofskonferenz CBCI.

## Kurienreform
Mit der Aufgabe, den Papst bei der Leitung der Weltkirche zu unterstützen und Änderungen der die Organisation der Kurie regelnden Apostolischen Konstitution Pastor Bonus vorzubereiten, berief ihn Papst Franziskus 2013 zum Mitglied des Kardinalsrats, einer Gruppe von neun Kardinälen, die den Papst im Hinblick auf die Reform der Kurie beraten sollen. Am 7. März 2023 bestätigte ihn der Papst in dieser Funktion.

## Sexueller Missbrauch
2019 räumte Gracias ein, auf Vorwürfe sexuellen Missbrauchs in der römisch-katholischen Kirche nicht ausreichend reagiert zu haben.

## Mitgliedschaften
Oswald Kardinal Gracias war Mitglied folgender Institution der römischen Kurie:
- Kongregation für den Gottesdienst und die Sakramentenordnung (2010–2024)[8]
- Zweiter Vorsitzender des Komitees Vox Clara (seit 2011)